# Къща музей „Димитър Пешев“
Къща музей „Димитър Пешев“ е музейна историческа сбирка към Регионалния историческия музей в Кюстендил. Тя е паметник на културата.
Възстановената къща на Димитър Пешев се намира на ул. „Цар Симеон I“ № 11, в центъра на града, зад Художествената галерия „Владимир Димитров-Майстора“.

## История
През 2002 г. Община Кюстендил и посланикът на Израел г-н Емануел Зисман реализират проект за възстановяване къщата на Димитър Пешев и превръщането ѝ в музей. Тя е точно копие на родната къща на политика, адаптирана в центъра на града.

## Експозиция
Постоянно действащата изложба с оригинални вещи, снимки и факсимилета, разказва за събитията от март 1943 г. и за световно признатите заслуги на Димитър Пешев и неговите кюстендилски съграждани – Петър Михалев, Асен Суичмезов, Владимир Куртев и Иван Момчилов, допринесли за спасяването на евреите в България.
Първата част от експозицията проследява живота на Димитър Пешев – семейна среда, образование, служба в българската армия и участие във войните за национално обединение, придобиване на образование по специалността „Право“ и професионална реализация като съдия и адвокат.
Втората част обхваща периода на антиеврейската политика на България (1941 – 1944 г.), дискусиите за приемането на Закона за защита на нацията, събитията след подписване на споразумението между комисаря по еврейските въпроси Александър Белев и германския представител Теодор Данекер за депортиране на българските евреи.
Третата част включва материали за живота на кюстендилските представители след март 1943 г., техните лични съдби, присъдите на Народния съд, общественото забвение и постепенното признание, първоначално от отделни евреи, а впоследствие от Израел, след 1990 г. от България и различни обществени и държавни структури по света.